# クレイロ
クレイロ（英語: Clairo、1998年8月18日 - ）は、アメリカ合衆国のシンガーソングライター。
Lo-Fi でプロデュースされた「Pretty Girl」（2017年）を YouTube に投稿したところ、3500万再生を突破。これを機に、彼女の知名度は急上昇した。
クレイロ曰く、「Pretty Girl」は1980年代のポップスに影響を受けて制作した。ベッドルーム・ポップと呼ばれる彼女のスタイルだが、意図的にこのスタイルになったわけではないという。「Pretty Girl」が注目を浴びた後、フェーダー・レーベルと契約した。

## 来歴
ジョージア州アトランタで生まれ、マサチューセッツ州で育つ。
クレイロは13歳で曲のカバーを始め、インターネットでギターを独学。この時期に彼女のカバーの1つがMTVの目に留まり、番組のバックグラウンド・ミュージックの制作について連絡を受けた。使用はされなかったものの、実際のスタジオで経験を得て、ミュージシャンになることがただの夢ではなくなった。2017年にシラキュース大学に入学。
クレイロが最初に注目を集めたのは、2017年後半に彼女の動画「Pretty Girl」であった。もともとこの曲はトランスジェンダー法律センターのためのインディー・ロック・コンピレーションのために制作した。この曲の制作について彼女は「身の回りにあった機材を使った。小さいキーボードを使って、お母さんからの影響もあって80年代のポップスがすごく好きだったから、自分でも作ってみようと思った」と述べる。彼女は、動画があれほど注目を集めたのは YouTube のアルゴリズムのおかげだという。この曲を投稿する1か月前に YouTube に投稿した「Flamin Hot Cheetos」も、2018年7月には300万再生を突破。
「Pretty Girl」の成功によってキャピトル・レコード、RCAレコード、コロムビア・レコードなどのメジャーレーベルから注目を集めたクレイロは、フェーダー・レーベルと12曲のレコード契約をした。ニューヨーク・タイムズによると、この契約はクレイロの父とジョン・コーエンとのつながりのおかげである。彼はクレイロとフェーダー・レーベルの契約を成立し、チャンス・ザ・ラッパーのマネージャーでもあるパット・コーコランに紹介した。

## キャリア
クレイロは2017年10月に『The Fader』が投稿した記事で、一番影響を受けたアーティストはブロックハンプトンだと述べる。彼らのDIYスタイルを尊敬しているという。ネットではこれに対する批判が浮上した。クレイロは身内びいきによって成し遂げた成功で、本物のDIYアーティストではないという声が上がった。

### 『Diary 001』と『Immunity』
2018年5月25日、クレイロのデビューEP『Diary 001』が Fader Label からリリース。ピッチフォーク・メディアに記載されたレビューでは、このEPを機に身内びいきなどという噂は消滅するであろうと語られている。この時、「Pretty Girl」は1500万再生を上回っていた。ニューヨーク・タイムズに投稿された記事で、作家のジョー・コスカレッリはこの作品について「二つの世界をつなげている。「Pretty Girl」や「Flamin Hot Cheetos」のようなベッドルーム・ポップから、「4EVER」や「B.O.M.D.」のようにしっかりとした曲まで」。リリース直後に全米ツアーを発表。そのうち複数日程ではデュア・リパのオープナーを務めた。7月、ニューヨークのバワリー・ボールルームで行われたライブは完売した。クレイロは2018年10月に開催されたロラパルーザに出演2019年に開催されたコーチェラ・フェスティバルにも出演。
2019年5月24日に1stシングル『Bags』をリリースし、デビューアルバムの『Immunity』を発表『Immunity』は2019年8月2日にリリースされた。
同年6月27日に『Immunity』から2ndシングル『Closer To You』をリリース。7月26日に3rdシングル『Sofia』をリリース。

## 私生活
クレイロは、17歳の時に若年性特発性関節炎を発症した。
自身の性的指向については「完全に異性愛者ではない」と公表している。

## ディスコグラフィ

### アルバム
| タイトル     | 詳細 | チャート ピーク順位 | チャート ピーク順位 | チャート ピーク順位 |
| タイトル     | 詳細 | US                  | AUS                 | CAN                 |
| ------------ | --- | ------------------- | ------------------- | ------------------- |
| 『Immunity』 | - リリース: 2019年8月2日 - レーベル: Fader Label - フォーマット: CD, デジタルダウンロード, ストリーミング, LP  | 51                  | 73                  | 79                  |
| 『Sling』    | - リリース: 2021年7月16日 - レーベル: Fader Label - フォーマット: CD, デジタルダウンロード, ストリーミング, LP | 17                  | 88                  | -                   |
| 『Charm』    | - リリース: 2024年7月12日 - レーベル: CLAIRO - フォーマット: CD, デジタルダウンロード, ストリーミング, LP      | 8                   | 4                   | 23                  |

### EP
| #         | タイトル                              | 作詞                                                      | 作曲・編曲                                                | プロデューサー                                         | 時間 |
| --------- | ------------------------------------- | --------------------------------------------------------- | --------------------------------------------------------- | ------------------------------------------------------ | ---- |
| 1.        | 「Hello?」(featuring Rejjie Snow)     | Claire Cottrill Alexander Anyaegbunam                     | Claire Cottrill Alexander Anyaegbunam                     | Clairo                                                 | 2:15 |
| 2.        | 「Flaming Hot Cheetos」               | Cottrill                                                  | Cottrill                                                  | Clairo                                                 | 2:02 |
| 3.        | 「B.O.M.D.」(featuring Danny L Harle) | Cottrill Isaac Burns Daniel Eisner Harle                  | Cottrill Isaac Burns Daniel Eisner Harle                  | Clairo Danny L Harle                                   | 2:39 |
| 4.        | 「4Ever」                             | Cottrill I. Burns Eddie Burns Deaton Anthony Ashwin Torke | Cottrill I. Burns Eddie Burns Deaton Anthony Ashwin Torke | Clairo I. Burns [b] E. Burns [b] Anthony [b] Torke [b] | 2:40 |
| 5.        | 「Pretty Girl」                       | Cottrill                                                  | Cottrill                                                  | Clairo                                                 | 3:00 |
| 6.        | 「How」                               | Cottrill                                                  | Cottrill                                                  | Clairo                                                 | 2:07 |
| 合計時間: | 合計時間:                             | 合計時間:                                                 | 14:43                                                     |                                                        |      |

### Bandcampリリース
- 「Do U Wanna Fall in Love?」 (2014)
- 「Have a Nice Day」 (2015)
- 「Late Show」 (2015)
- 「Aquarius Boy」 (2015)
- 「Metal Heart」 (2015)
- 「Moth Girl」 (2015)
- 「Growing」 (2015)
- 「Creased Laundry」 (2016)
- 「Brains a Bus Station」 (2016)
- 「Keel Her Split」 (2016)

### シングル
| 年   | タイトル                                               | チャート ピーク順位 | アルバム・EP                                           |
| 年   | タイトル                                               | NZHot               | アルバム・EP                                           |
| ---- | ------------------------------------------------------ | ------------------- | ------------------------------------------------------ |
| 2017 | 「Get with U」                                         | -                   | アルバムなしのシングル                                 |
| 2017 | 「2 Hold U」                                           | -                   | アルバムなしのシングル                                 |
| 2017 | 「Flamin Hot Cheetos」                                 | -                   | 『Diary 001』                                          |
| 2017 | 「Pretty Girl」                                        | -                   | 『Diary 001』                                          |
| 2018 | 「4EVER」                                              | -                   | 『Diary 001』                                          |
| 2018 | 「Better」 (with SG Lewis)                             | -                   | アルバムなしのシングル                                 |
| 2018 | 「Drown」 (with CUCO)                                  | -                   | アルバムなしのシングル                                 |
| 2018 | 「Heaven」                                             | -                   | 『Skate Kitchen OST』                                  |
| 2019 | 「Sis」                                                | -                   | アルバムなしのシングル                                 |
| 2019 | 「Bubble Gum」                                         | -                   | アルバムなしのシングル                                 |
| 2019 | 「Throwaway」 (with SG Lewis)                          | -                   | 『Dawn』EP                                             |
| 2019 | 「Bags」                                               | 35                  | 『Immunity』                                           |
| 2019 | 「Closer To You」                                      | -                   | 『Immunity』                                           |
| 2019 | 「Sofia」                                              | 36                  | 『Immunity』                                           |
| 2019 | 「I Don't Think I Can Do This Again」 (with Mura Masa) | -                   | 『R.Y.C.』                                             |
| 2021 | 「Blouse」                                             | 36                  | 『Sling』                                              |
| 2023 | 「For Now」                                            | -                   | -                                                      |
| 2023 | 「Lavender」                                           | -                   | -                                                      |
| 2024 | 「Sexy to Someone」                                    | 10                  | 『Charm』                                              |
| 2024 | 「Nomad」                                              | 25                  | 『Charm』                                              |
| 2024 | 「Love Songs」 (Margo Guryan cover)                    | -                   | 『Like Someone I Know: A Celebration of Margo Guryan』 |

| 年   | タイトル                                                                                     | アルバム            |
| ---- | -------------------------------------------------------------------------------------------- | ------------------- |
| 2015 | 「Thinkin Abt U」 (Noah Burke feat. Clairo)                                                  | アルバムなし        |
| 2016 | 「Queen」 (PHF feat. Clairo)                                                                 | 『9MM』             |
| 2017 | 「How Was Your Day?」 (Mellow Fellow feat. Clairo                                            | 『Jazzie Robinson』 |
| 2017 | 「Girl」 (Brennan Henderson feat. Clairo)                                                    | 『Never Been Cool』 |
| 2017 | 「You Might Be Sleeping」 (Jakob Ogawa feat. Clairo)                                         | 『Bedroom Tapes』   |
| 2017 | 「Froyo」 (.hans. feat. Clairo)                                                              | アルバムなし        |
| 2018 | 「Midnight」 (Maxwell Young feat. Clairo)                                                    | 『Daydreamer』      |
| 2018 | 「Conducta」 (Osquello feat. Nofunbuster and Clairo)                                         | アルバムなし        |
| 2018 | 「Blue Angel」 (Danny L Harle feat. Clairo)                                                  | アルバムなし        |
| 2018 | 「Where Do We Go From Here?」 (Matt & Kim feat. Clairo, Kevin Morby and Fletcher C. Johnson) | 『Almost Everyday』 |
| 2018 | 「sum1 else」 (forgetmenot feat. Clairo)                                                     | アルバムなし        |
| 2019 | 「Are You Bored Yet?」 (Wallows feat. Clairo)                                                | 『Nothing Happens』 |
| 2019 | 「February 2017」 (Charli XCX featuring Clairo and Yaeji)                                    | 『Charli』          |

| 年   | タイトル    | チャート ピーク順位 | アルバム・EP |
| 年   | タイトル    | NZHot               | アルバム・EP |
| ---- | ----------- | ------------------- | ------------ |
| 2019 | 「Alewife」 | 38                  | 『Immunity』 |
| 2019 | 「Softly」  | 25                  | 『Immunity』 |